# استراحة رقم 2 (رواية)
استراحة رقم 2 (بالإنجليزية: Bungalow 2)‏، هي إحدى روايات الروائية الأمريكية دانيال ستيل، وهي من الروايات الرومانسية.

## نبذة قصيرة
تدور أحداث الرواية عن زوجة وأم تعمل كاتبة حرة وتحتل أسرتها قمة أولوياتها، يعرض عليها العمل ككاتبة سيناريو في هوليود ولا تستطيع الرفض، وتنتقل للإقامة بعيدا عن اسرتها في استراحة ببفرلي هيلز حيث تنفتح على عالم الأضواء والشهرة، وتجد نفسها ممزقة بين أسرتها التي لم تعد بحاجة ماسة إليها وبين العالم الجديد الذي دخلته.